# Creedence Clearwater Revival: Box Set
Creedence Clearwater Revival: Box Set es una caja recopilatoria de la banda estadounidense Creedence Clearwater Revival publicado por Fantasy Records en 2001.
El álbum incluye todos los álbumes de estudio grabados por el grupo, así como dos álbumes en directo y material grabado por la Creedence bajo sus anteriores nombres, The Golliwogs y The Blue Velvets.

## Lista de canciones

### Disco uno
1. "Come on Baby"
2. "Oh My Love"
3. "Have You Ever Been Lonely"
4. "Bonita"
  - Temas 1 a 4 grabados por Tommy Fogerty & The Blue Velvets
5. "Don't Tell Me No Lies"
6. "Little Girl (Does Your Mama Know)"
7. "Where You Been"
8. "You Came Walking"
9. "You Can't Be True [First Version]"
10. "You Got Nothin' on Me"
11. "I Only Met You Just an Hour Ago"
12. "Brown-Eyed Girl"
13. "You Better Be Careful"
14. "Fight Fire"
15. "Fragile Child"
16. "She Was Mine"
17. "Gonna Hang Around"
18. "Try Try Try"
19. "Instrumental #1"
20. "Little Tina"
21. "Walking on the Water"
22. "You Better Get It Before It Gets You"
23. "Tell Me"
24. "You Can't Be True [Second Version]"
  - Temas 5 a 24 grabados por The Golliwogs

### Disco dos
1. "Call It Pretending"
  - Cara B del primer single de la Creedence, grabado bajo el nombre de The Golliwogs
2. "I Put a Spell on You"
3. "The Working Man"
4. "Susie Q"
5. "Ninety-Nine and a Half"
6. "Get Down Woman"
7. "Porterville"
8. "Gloomy"
9. "Walk on the Water" 	
  - Temas 2 a 9 extraídos de Creedence Clearwater Revival
10. "Born on the Bayou"
11. "Bootleg"
12. "Graveyard Train"
13. "Good Golly Miss Molly"
14. "Penthouse Pauper"
15. "Proud Mary"
16. "Keep on Chooglin'"
  - Temas 10 a 16 extraídos de Bayou Country

### Disco tres
1. "Green River"
2. "Commotion"
3. "Tombstone Shadow"
4. "Wrote a Song for Everyone"
5. "Bad Moon Rising"
6. "Lodi"
7. "Cross-Tie Walker"
8. "Sinister Purpose"
9. "The Night Time Is the Right Time"	
  - Temas 1 a 9 extraídos de Green River
10. "Down on the Corner"
11. "It Came Out of the Sky"
12. "Cotton Fields"
13. "Poorboy Shuffle"
14. "Feelin' Blue"
15. "Fortunate Son"
16. "Don't Look Now (It Ain't You or Me)"
17. "The Midnight Special"
18. "Side of the Road"
19. "Effigy"
  - Temas 10 a 19 extraídos de Willy and the Poor Boys

### Disco cuatro
1. "Ramble Tamble"
2. "Before You Accuse Me"
3. "Travelin' Band"
4. "Ooby Dooby"
5. "Lookin' Out My Back Door"
6. "Run Through the Jungle"
7. "Up Around the Bend"
8. "My Baby Left Me"
9. "Who'll Stop the Rain"
10. "I Heard It Through the Grapevine"
11. "Long As I Can See the Light" 
  - Temas 1 a 11 extraídos de Cosmo's Factory
12. "Pagan Baby"
13. "Sailor's Lament"
14. "Chameleon"
15. "Have You Ever Seen the Rain?"
16. "(Wish I Could) Hideaway"
17. "Born to Move"
18. "Hey Tonight"
19. "It's Just a Thought"
  - Temas 12 a 19 extraídos de Pendulum

### Disco cinco
1. "Molina"
2. "Rude Awakening #2"
  - Temas 1 y 2 extraídos de Pendulum
3. "45 Revolutions Per Minute (Part 1)"
4. "45 Revolutions Per Minute (Part 2)"
5. "Lookin' for a Reason"
6. "Take It Like a Friend"
7. "Need Someone to Hold"
8. "Tearin' Up the Country"
9. "Someday Never Comes"
10. "What Are You Gonna Do"
11. "Sail Away"
12. "Hello Mary Lou"
13. "Door to Door"
14. "Sweet Hitch-Hiker" 	
  - Temas 5 a 14 extraídos de Mardi Gras
15. "Born on the Bayou [Live]"
16. "Green River [Live]"
17. "Tombstone Shadow [Live]"
18. "Don't Look Now (It Ain't You or Me) [Live]"
19. "Travelin' Band [Live]"
20. "Who'll Stop the Rain [Live]"
21. "Bad Moon Rising [Live]"
22. "Proud Mary [Live]"
23. "Fortunate Son [Live]"
24. "Commotion [Live]"
  - Temas 15 a 24 extraídos de The Concert

### Disco seis
1. "The Midnight Special [Live]"
2. "The Night Time Is the Right Time [Live]"
3. "Down on the Corner [Live]"
4. "Keep on Chooglin' [Live]" 	
  - Temas 1 a 4 extraídos de The Concert
5. "Born on the Bayou [Live]"
6. "Green River/Susie Q [Live]"
7. "It Came Out of the Sky [Live]"
8. "Door to Door [Live]"
9. "Travelin' Band [Live]"
10. "Fortunate Son [Live]"
11. "Commotion [Live]"
12. "Lodi [Live]"
13. "Bad Moon Rising [Live]"
14. "Proud Mary [Live]"
15. "Up Around the Bend [Live]"
16. "Hey Tonight [Live]"
17. "Sweet Hitch-Hiker [Live]"
18. "Keep on Chooglin' [Live]"
  - Temas 5 a 18 extraídos de Live in Europe

## Personal
- Doug Clifford: batería y percusión
- Stu Cook: bajo
- John Fogerty: guitarra, piano, saxofón y voz
- Tom Fogerty: guitarra rítmica, piano y coros

- Datos: Q3696913